# کریم سافساف
کریم سافساف (انگلیسی: Karim Safsaf؛ زادهٔ ۲۷ مارس ۱۹۹۴) بازیکن فوتبال اهل فرانسه است.
از باشگاه‌هایی که در آن بازی کرده‌است می‌توان به باشگاه فوتبال قنیطره و باشگاه فوتبال آژاکسیو اشاره کرد.